# 김춘진
김춘진(金椿鎭, 1953년 1월 24일 부안 ~ )은 대한민국 의료인, 정치인이다. 제17·18·19대 국회의원을 지냈으며, 더불어민주당 소속이다.

## 학력
- 전주고등학교 졸업
- 경희대학교 치과대학 졸업
- 경희대학교 대학원 치의학 석사
- 경희대학교 대학원 치의학 박사
- 서울대학교 공과대학 최고산업전략과정 수료
- 서울대학교 보건대학원 보건의료정책 최고관리자 과정 수료
- 하버드대학교 보건대학원 보건의료정책최고관리자 과정 수료
- 인제대학교 대학원 보건학 박사
- 서울대학교 자연과학대학 과학기술혁신 최고전략과정 수료

## 병역
- 1976년 ~ 1979년 육군 대위 만기전역

## 경력
- 1986 ~ 2002 김대중 대통령 치과주치의
- 2004년 4월 15일: 대한민국 제17대 국회의원 선거 당선(전북 고창군·부안군, 열린우리당, 초선)
- 2007 열린우리당 최고위원
- 2008년 4월 9일: 대한민국 제18대 국회의원 선거 당선(전북 고창군·부안군, 통합민주당, 재선)
- 2008 ~ 2011 민주당 전라북도당 고창군·부안군 지역위원회 위원장
- 2010 ~ 2011 민주당 무상급식추진특별위원회 위원장
- 2010 ~ 2012 민주당→민주통합당 전라북도당 위원장
- 2011 ~ 2013 민주통합당 전라북도당 고창군·부안군 지역위원회 위원장
- 2012년 4월 11일: 대한민국 제19대 국회의원 선거 당선(전북 고창군·부안군, 민주통합당, 3선)
- 2012 국회 농림어업 및 국민식생활 발전포럼 상임대표
- 2012 국회 선플정치위원회 공동대표
- 2012 ~ 현재 통일의학포럼 공동대표
- 2013 ~ 2014 민주당 전라북도당 고창군·부안군 지역위원회 위원장
- 2014 ~ 2015 새정치민주연합 전라북도당 고창군·부안군 지역위원회 위원장
- 2014 ~ 2016 국회 보건복지위원회 위원장
- 2014 ~ 현재 (사)지구촌보건복지 공동대표
- 2015 아시아 태평양지역 국제보건 국회의원 포럼 초대의장
- 2015. 12 ~ 2016. 5 더불어민주당 전라북도당 고창군·부안군 지역위원회 위원장
- 2016. 5. ~ 2020. 5 더불어민주당 전라북도당 김제시·부안군 지역위원회 위원장
- 2016. 8 ~ 2018. 8  더불어민주당 전라북도당 위원장
- 2016. 8 ~ 2017. 3 더불어민주당 호남권역 최고위원
- 2021. 3 ~ 2024. 8 제19대 한국농수산식품유통공사 사장
- 대한민국헌정회 시·도지회장(전북)
- 대한민국헌정회 정책연구위원회 분과위원회 농림축산식품해양수산위원장
- 대한민국헌정회 농림축산식품해양수산위원장

## 의정 활동
- 2004년 5월 30일 ~ 2016년 5월 29일: 제17·18·19대 국회의원(전북 고창군·부안군, 열린우리당→대통합민주신당→통합민주당→민주당→민주통합당→민주당→새정치민주연합→더불어민주당, 3선)

### 제17대 국회
제17대 국회 회기: 2004년 5월 30일 ~ 2008년 5월 29일
- 제17대 국회 전 ~ 후반기 보건복지위원회 의원(2004 ~ 2008)
- 제17대 국회 예산결산특별위원회 위원(2007)
- 열린우리당 '脫성매매 여성지원단' 간사(2004.11)
- 열린우리당 '저출산·고령화 대책단' 간사
- 열린우리당 제5정조위원회 부위원장
- 국회 양성평등포럼 공동대표(2005.2.28 ~ 2008)

### 제18대 국회
제18대 국회 회기: 2008년 5월 30일 ~ 2012년 5월 29일
- 제18대 국회 전 ~ 후반기 교육과학기술위원회 위원(2008.5 ~ 2012.5)
- 제18대 국회 전반기 여성가족위원회 위원(2008.5 ~ 2010.5)
- 제18대 국회 예산결산특별위원회 위원(2008.5 ~ 2009.5)
- 민주당 무상급식추진특별위원회 위원장(2010 ~ 2011.12)
- 민주당 전라북도도당위원장(2010.9.18 ~ 2012.5)
- 민주당 중앙당 직능위원장(2011)
- 민주당 정책위원회 제6정조위원장(2010.6.16 ~ 2011.5)
- 국회 양성평등실현연합대표(2007)
- 국회 스카우트 의원연맹 부회장
- 유니세프의 국회친구들 공동대표(2008.6 ~ 2012.5)

### 제19대 국회
제19대 국회 회기: 2012년 5월 30일 ~ 2016년 5월 29일
- 제19대 국회 예산결산특별위원회 위원
- 제19대 국회 농림어업 및 국민식생활 발전포럼 공동대표
- 제19대 국회 스카우트연맹 부회장
- 제19대 국회 농림수산식품위원회 위원
- 제19대 국회 선플정치위원회 공동대표

## 수상
- 제3회 대한민국 입법대상 수상, 시사저널-한국입법학회(2015.12.16)[1]
- 한국여성유권자연맹 여성정치발전인상 수상
- 법률소비자 연맹 대한민국 헌정 대상 수상(11년,13년,14년,15년:총4회)
- 국회 입법 및 정책개발지원위원회 선정 우수 의원(국회의장.09~13년5년연속)
- 국회도서관 이용 최우수 국회의원 수상(국회의장.11~15년5년연속)
- 한국한센총연합회 선정 대한민국 한센대상 특별상 수상(2014년)
- 경실련(경제정의실천시민연합) 선정 2013 국정감사 우수의원
- 제18대 국회 대한민국 헌정대상
- 제18대 국회의원공약대상
- 아동의 보건 영양 교육에 관한 유니세프 정신 실천에 앞장서고 세계 빈곤아동 문제 개선을 위해 노력한 공로로 감사패 수상, 유니세프(2010.3.3)
- 사회적약자와 소외된 자를 위한 '공동선 의정활동상', 사회정의시민행동 주관 (2009.8.12)
- '제1회 매니페스토 약속대상' 최우수상 수상, 한국매니페스토실천본부(2009.2.4)
- 김춘진의원 정책보고서『공교육과 미인가 대안학교의 상생방안』, 2008 베스트 리포터 5 선정, 여의도통신-희망제작소 공동주관 (2009.1.8)
- 여성유권자가 뽑은 우수정치인 선정, 여성유권자연맹 주관 (2008.6.19)
- 농업발전 공로 감사패 수상, 한국농업경영인중앙연합회-국립한국농수산대학 (2011.4.13)[2]
- 한국농어민신문사 감사패 수상 (2009.12.14)
- 축산관련단체협의회 감사패 수상 (2008.3.19)
- 17대 국회의원 의정활동평가 최우수의원 선정, 뉴스메이커(현 위클리경향) (2008.1.31)[3]
- 장애인 인권복지정책 최우수의원 선정, 한국장애인인권포럼 주관 (2007.3.5)
- 농민단체선정 국정감사 우수의원 선정, 한국 농업경영인 중앙연합회 (2007.11.08)
- 2010년 국회 입법 및 정책개발 최우수의원, 국회 입법 및 정책개발지원 위원회 주관 (2010.12.29)
- 2009년 국회 입법 및 정책개발 최우수의원, 국회 입법 및 정책개발지원 위원회 주관 (2009.12.22)
- 2006년 국회 입법 및 정책개발 우수의원, 국회 입법 및 정책개발지원 위원회 주관 (2006.12.19)
- 국회도서관 이용 최우수의원, 국회도서관 (2011.2.21)[4]
- 과학기술분야 국정감사 최우수 의원, 한국과학기술단체총연합회 (2010.12.1)[5]
- 제14회 보건대상 수상, 대한보건협회 (2000.11.17)
- 2005 올해의 치과인 상, 치의신보주관 (2005.12.15)
- 국정감사 NGO 모니터단, 2010년 국정감사 우수의원 (2010.11.23)[6]
- 국정감사 NGO 모니터단, 2009년 국정감사 우수의원 (2009.11.23)
- 국정감사 NGO 모니터단, 2008년 국정감사 우수의원
- 국정감사 NGO 모니터단, 2007년 국정감사 우수의원
- 국정감사 NGO 모니터단, 2006년 국정감사 우수의원
- 국정감사 NGO 모니터단, 2005년 국정감사 우수의원
- 바른사회를 위한 시민회의, 국정감사 우수의원 (2004.11.29)
- 국정감사 NGO 모니터단, 2004년 국정감사 우수의원

## 저서
- 함께하는 그곳의 건강함을 꿈꾼다(2007.12.04)
- 모두를 위한 밥상(2011.09.02)

## 역대 선거 결과
|  | 36.26% |

|  | 77.42% |

|  | 39.34% |

|  | 42.94% |

## 소속 정당
| 소속 정당 | 소속 정당      | 소속 기간 | 비고      |
| --------- | -------------- | --------- | --------- |
|           | 새정치국민회의 | 1998~2000 | 정계 입문 |
|           | 새천년민주당   | 2000~2003 | 합당      |
|           | 무소속         | 2003      | 탈당      |
|           | 열린우리당     | 2003~2007 | 창당      |
|           | 대통합민주신당 | 2007~2008 | 합당      |
|           | 통합민주당     | 2008      | 합당      |
|           | 민주당         | 2008~2011 | 당명 변경 |
|           | 민주통합당     | 2011~2013 | 합당      |
|           | 민주당         | 2013~2014 | 당명 변경 |
|           | 새정치민주연합 | 2014~2015 | 합당      |
|           | 더불어민주당   | 2015~2021 | 당명 변경 |
|           | 무소속         | 2021~2024 | 탈당      |
|           | 더불어민주당   | 2024~현재 | 복당      |

## 같이 보기
- 고창군·부안군 (2000년 선거구)
- 고창군의 국회의원
- 부안군의 국회의원